# 倍半萜

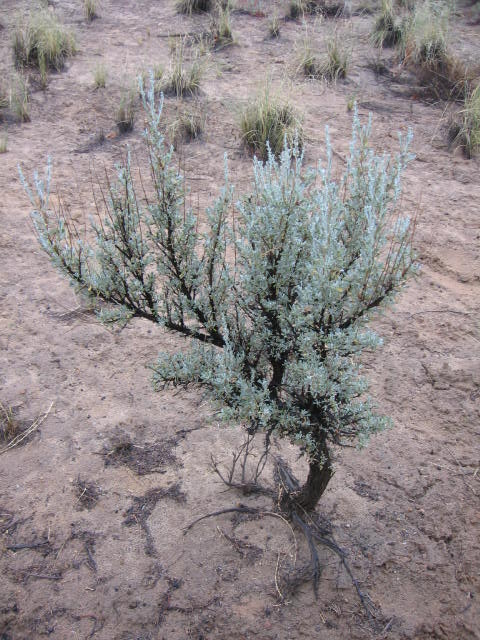
中含有倍半萜内酯，放牧的牲畜过量食用含有此类化合物的植物可能引起严重过敏和中毒。

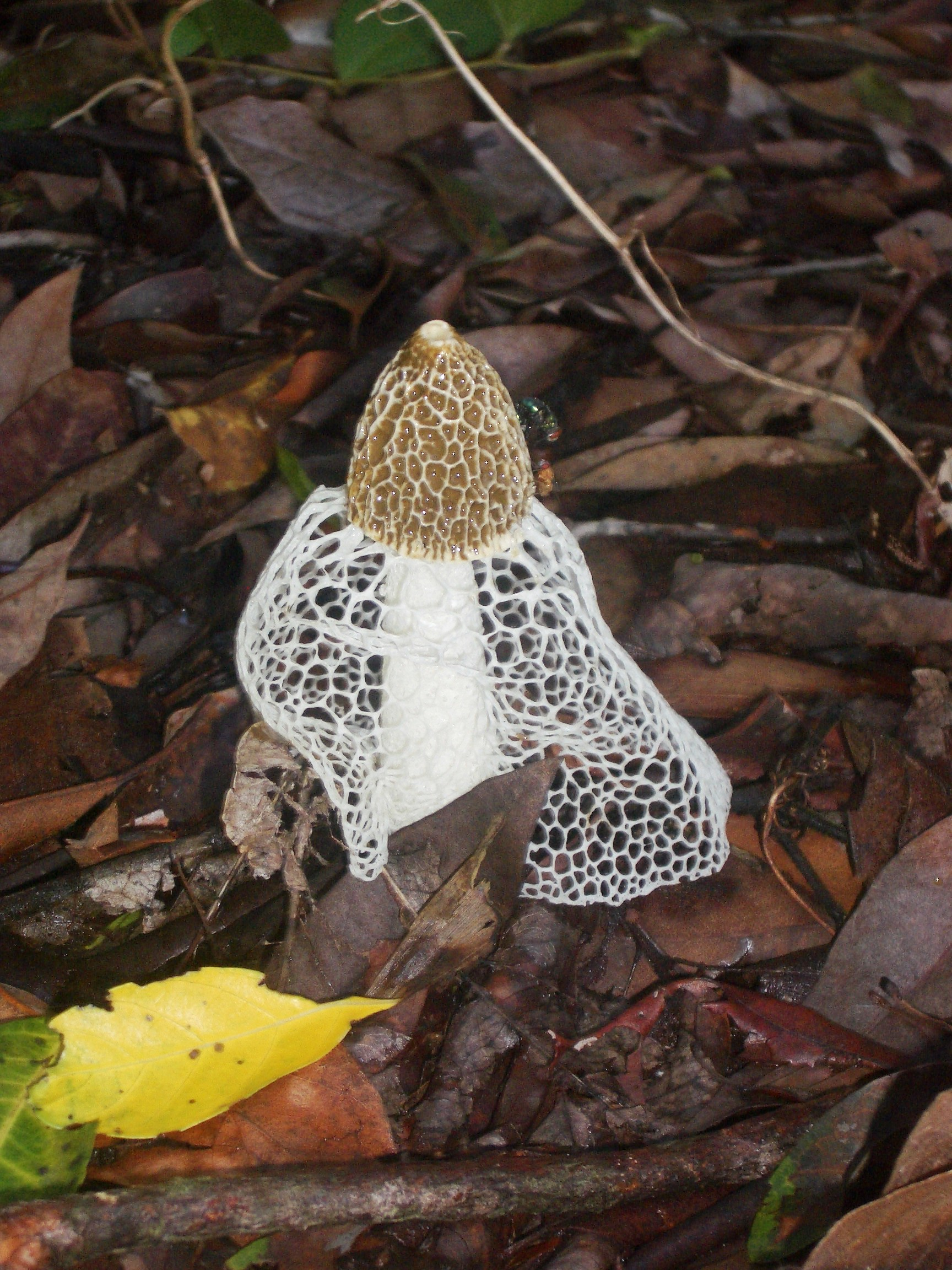
竹荪中也含有两种新型的倍半萜：竹荪甲素和竹荪乙素

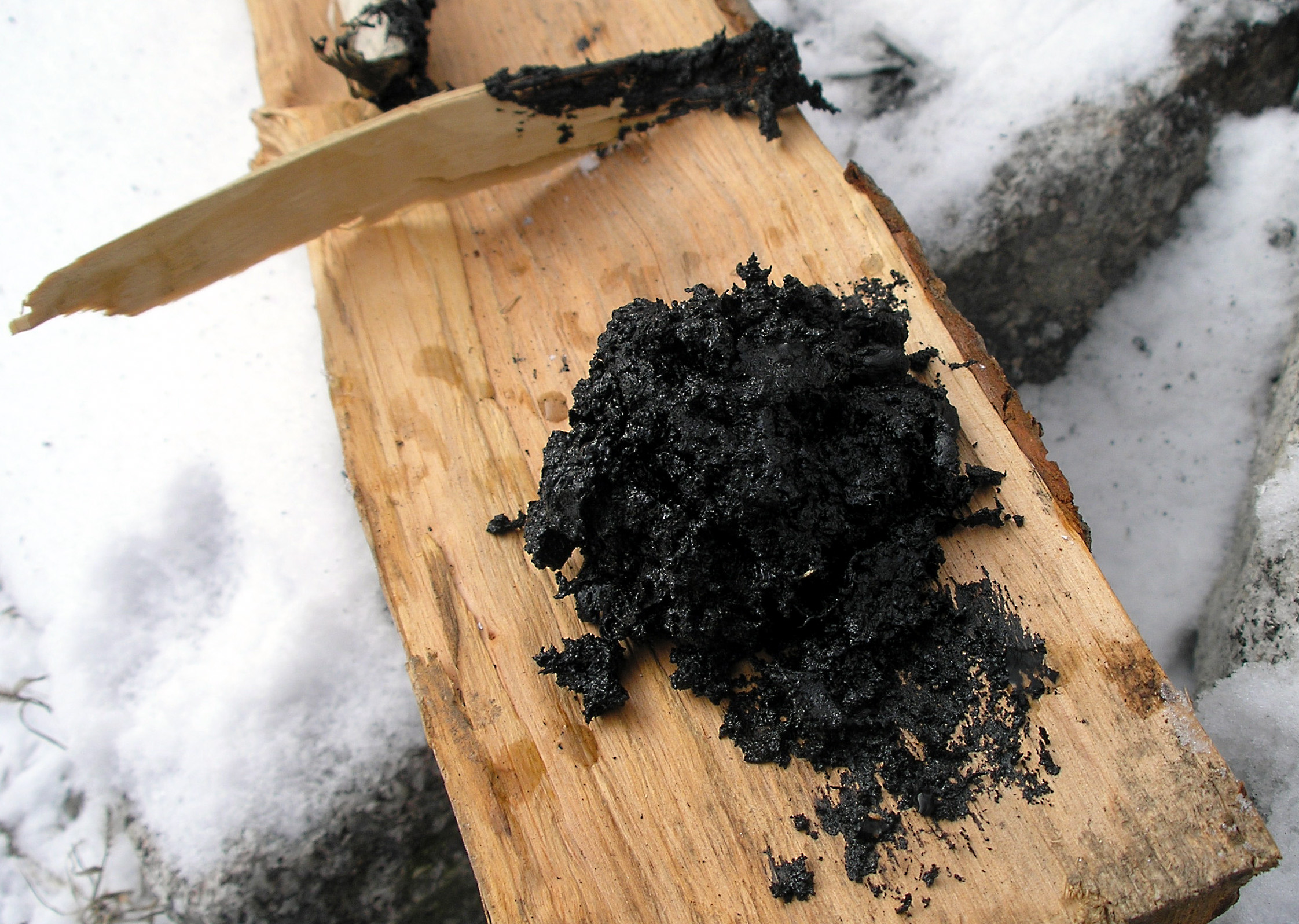
樺焦油中亦含有倍半萜等有機化合物

倍半萜（英语：sesquiterpenes）或倍半萜类，是一类由3个异戊二烯单元的碳链，通过多种连接和环合方式构成的萜烯，通常分子式为C15H24。倍半萜的大多数成员是单环、二环和三环化合物，其基本骨架复杂多样，在自然界广泛存在。
术语 sesquiterpene 由词根 sesqui- 及 terpene 组成，前者是“one and a half”，即一个半、一倍半的意思。
倍半萜与单萜类似，倍半萜既可以是链式的，也可以是环式的。倍半萜类物质能在植物和昆虫中找到，天然的作为化学信息素存在，如信息素和防御剂（defensive agent）。

## 范例
由香叶基焦磷酸和异戊烯基焦磷酸生成15碳的法尼基焦磷酸（FPP），后者是倍半萜（如法尼烯）生物合成的中间体，氧化后可得到的法尼醇是常见的香料成分。
| [[Image:Farnesylpyrophosphat.svg\| | size=80%]]         |  |
| 法尼基焦磷酸                       | 金合欢醇（法尼醇） |  |

由于碳链的增长和双键的增加，环化的倍半萜相比单萜更为常见，如常见六元环体系的姜烯，或是从链的一端环化至另一端形成的大环，如葎草烯。杜松烯含有两个六元稠环，Β-石竹烯是许多精油的成分（如丁香油），含有一个与环丁烷桥连的壬环。
|        |          |          |              |
| α-姜烯 | α-葎草烯 | δ-杜松烯 | (-)-β-石竹烯 |

岩兰薁和愈创薁是芳香双环倍半萜类化合物。
随着第三个环的增加，可能得到的结构越来越多样化，例如(+)-长叶烯、α-古巴烯、广藿香醇等。

## 倍半萜类化合物
法尼基焦磷酸的链骨架可以通过多种方式重排，并能用不同的官能团修饰，因此倍半萜类化合物的种类众多。土臭素，是一种倍半萜类化合物，因土壤或水源中的细菌产生而来,由法尼烯
在生物合成的过程中氧化提供了法尼醇骨架。
倍半萜内酯
也是一种常见的倍半萜类化合物，因分子中含有一个内酯环而得名。在许多植物中能发现此类物质，过度食用含此类物质的植物会引起过敏反应和中毒，对于放牧牲畜而言尤需要注意这点。如木香烃内酯，一类大牻牛儿内酯，在许多植物中存在，可以用在精油中。
混源倍半萜类化合物一词在1960年代被创造，用以表示通过混合生物合成来源的分子，即分子中的异戊二烯结构前体（如异戊烯基焦磷酸）同时由甲羟戊酸途径与非甲羟戊酸途径
衍生而来。

## 备注
1. ↑  姜黄中油的成分之一
2. ↑  一种挥发性有机物，有着新鲜泥土或发霉的气味，在雨后或翻动泥土的气味都是因它而产生
3. ↑  蓝绿藻

土臭素

木香烃内酯

4. ↑  merosesquiterpenoids